# Маркцојлн
Маркцојлн (њем. Marktzeuln) град је у њемачкој савезној држави Баварска. Једно је од 11 општинских средишта округа Лихтенфелс. Према процјени из 2010. у граду је живјело 1.679 становника. Посједује регионалну шифру (AGS) 9478144.

## Географски и демографски подаци
Маркцојлн се налази у савезној држави Баварска у округу Лихтенфелс. Град се налази на надморској висини од 292 метра. Површина општине износи 6,9 km². У самом граду је, према процјени из 2010. године, живјело 1.679 становника. Просјечна густина становништва износи 245 становника/km².